# Spiere
Spiere (Espierres em francês] é uma vila e deelgemeente belga pertencente ao município de Spiere-Helkijn , província de Flandres Ocidental.
Em 2006, tinha 1.162 habitantes numa área de 5,98 kmª.